# Tollan
Pour les articles homonymes, voir Tollan (homonymie).
Tollan est une capitale prototypique des mythologies mésoaméricaines du centre du Mexique. Ce nom a également été utilisé pour désigner de grandes cités du centre du Mexique, comme Tula, Teotihuacan, Cholula et Mexico-Tenochtitlan, pour lesquelles la mythologie des peuples indigènes établissait un rapprochement avec cette capitale prototypique.